# Sepulcro de Ordoño II de León

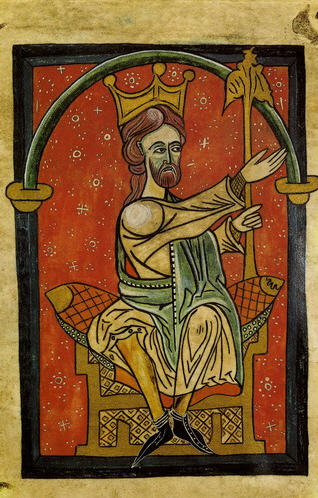
Miniatura medieval que representa al rey Ordoño II de León.

Sepulcro de Ordoño II de León. Mausoleo en el que reposan los restos del rey Ordoño II de León, hijo de Alfonso III el Magno, rey de Asturias, y de la reina Jimena de Asturias. El sepulcro se encuentra en la girola de la Catedral de León.
El sepulcro de Ordoño II ha sufrido diversas reformas y añadidos a lo largo de la historia, y su cronología abarca desde el siglo XIII hasta el siglo XIV. La parte inferior del sepulcro, donde se encuentra la estatua yacente que representa al difunto monarca, está protegida por una reja metálica.

## Historia
El rey Ordoño II falleció en el año 924, aunque se desconoce su fecha exacta de defunción. A su muerte, y siguiendo los deseos del difunto monarca, sus restos mortales recibieron sepultura en la Catedral de León, que él había ordenado erigir, donando para ello un palacio de su propiedad, ubicado en la ciudad de León. Ordoño II fue el primer monarca enterrado en la ciudad de León y, hasta el siglo XIX, la misa diaria de Alba era ofrecida en memoria de este rey y de sus sucesores. Su hermano, el rey Fruela II, también fue sepultado en el mismo templo, aunque en la actualidad se desconoce el paradero de su sepultura o de sus restos mortales. No obstante, diferentes autores señalan que tras haber sido sepultado en la catedral leonesa, los restos de Fruela II fueron trasladados al Panteón de Reyes de la capilla de Nuestra Señora del Rey Casto de la Catedral de Oviedo.
El sepulcro de Ordoño II ha sufrido diversas reformas y añadidos a lo largo de la historia, y su cronología abarca desde el siglo XIII hasta el siglo XV. La parte inferior del sepulcro, donde se encuentra la estatua yacente que representa al difunto monarca, está protegida por una reja metálica.
Cerca de donde se encuentra el sepulcro de Ordoño II está el sepulcro de Alfonso de Valencia, hijo del infante Juan de Castilla "el de Tarifa" y nieto de Alfonso X de Castilla. 

## Descripción
Se desconoce el lugar en el que estuvo ubicada la primitiva sepultura de Ordoño II de León, y el sepulcro en el que ahora reposan sus restos mortales está situado en la girola de la catedral.

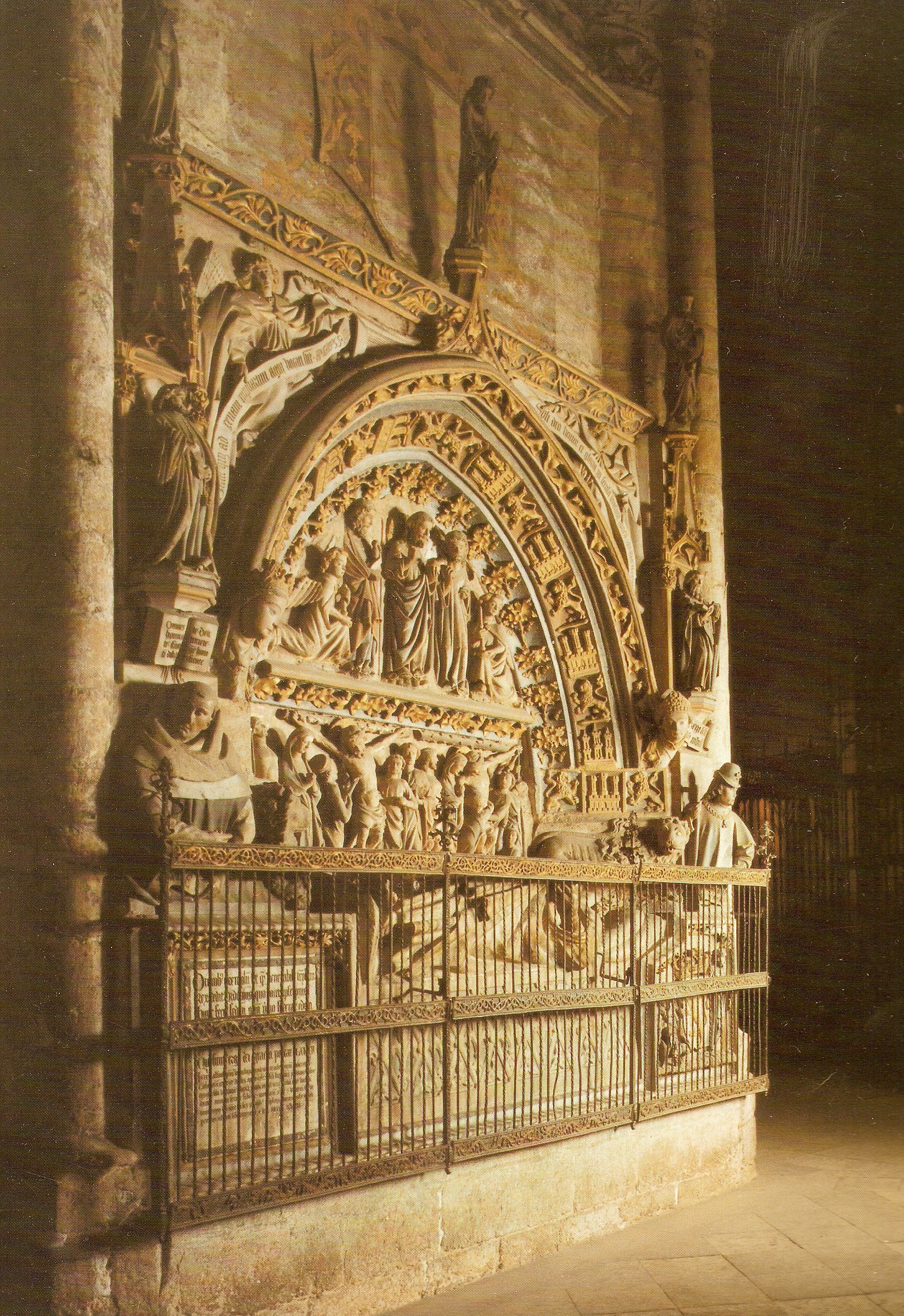
Sepulcro del rey Ordoño II de León. Catedral de León.

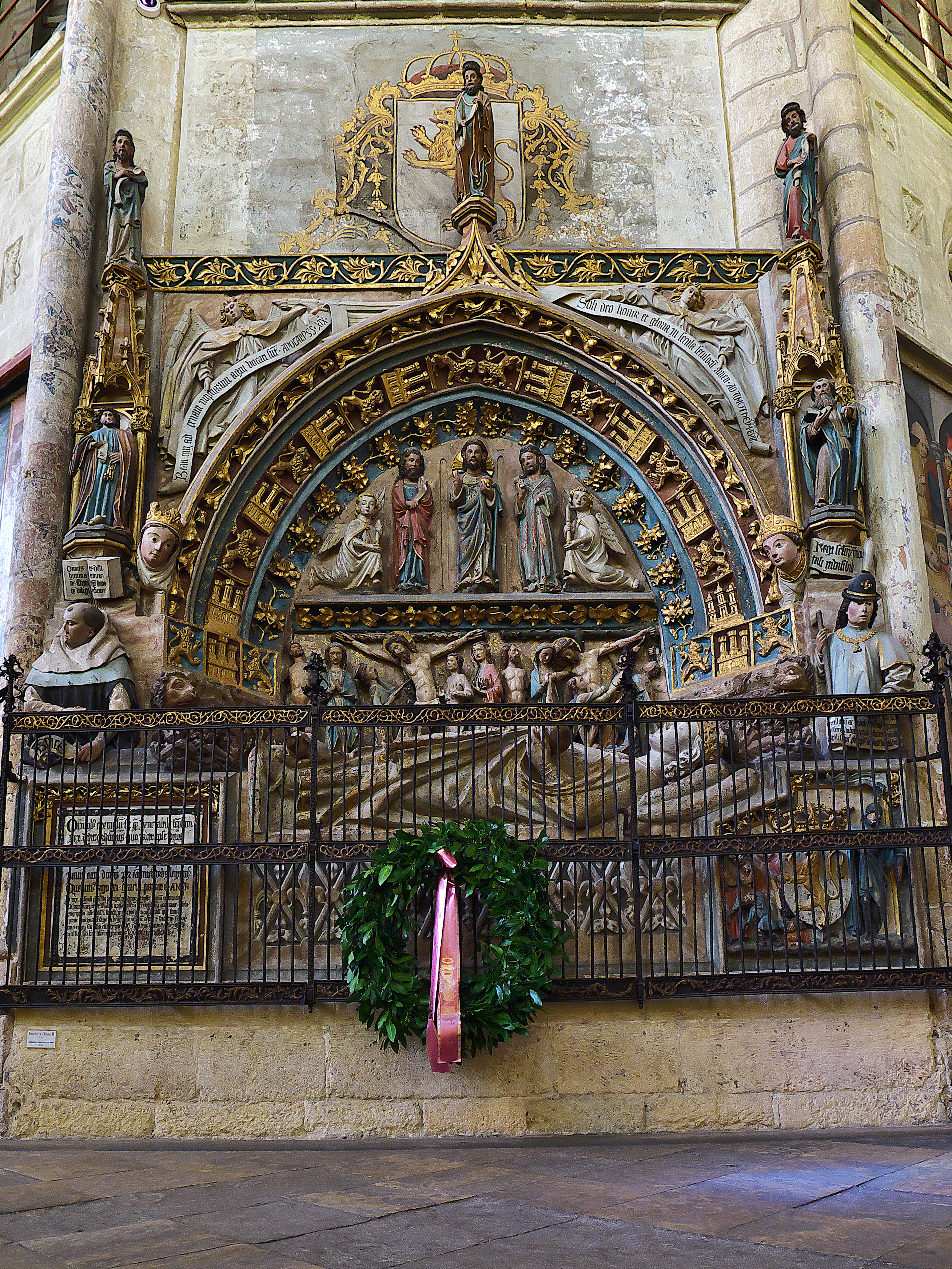
Girola de la catedral

El sepulcro está formado por un lucillo de tripe arquivolta enmarcado en un muro. El arco ojival está sostenido por dos leones y en su parte superior se encuentra una cornisa rematada por pirámides en sus extremos. El lucillo se divide en dos secciones y en la superior aparece el Salvador rodeado por ángeles y apóstoles, mientras que en la sección inferior aparece representado el Calvario en el momento de la lanzada y el Descendimiento, y en ambas representaciones aparecen numerosos personajes bíblicos. Separada de la anterior por una moldura floral se encuentra representada la Transfiguración, en la que este último aparece portando la bola del Mundo en sus manos, y a sus lados aparecen los profetas Moisés y Elías. El tímpano del lucillo está enmarcado en una cenefa de motivos vegetales, que le rodea, y las diferentes arcadas del lucillo están adornadas con los escudos de Castilla y León. 
En el exterior del lucillo, y colocadas en su mitad superior, se encuentran las imágenes de San Pedro y San Pablo. Colocadas simétricamente bajo estas imágenes se encuentran las figuras de un monje y de un heraldo. El hábito del monje es blanco y negro y éste aparece señalando un libro en el que se resumen los deberes para con Dios, con el rey y con el prójimo. Por su parte, el heraldo aparece vestido con túnica corta y sombrero de ala recogida, y lleva un collar metálico de trenzados y un pinjante.
El monje y el heraldo señalan con sus dedos, respectivamente, los epitafios colocados bajo ellos:

"OMNIBUS EXEMPLUM SIT, QUOD VENERABILE TEMPLUM REX DEDIT ORDONIUS. QUO JACET IPSE PIUS HANC FECIT SEDEM QUA(M) P(RI)MO FECERAT EDEM, VIRGINIS ORTATU QUAE FULGET PONTIFICATU PAVIT EAM DONIS PER EAM NITET URBS LEGIONIS QUESUM(US) ERGO DEI GRATIA PARCAT EI. AMEN"

"IS REX ALFONSI P(A)TRIS SUI VESTIGIO, PRUDENTER ET CULTE (IUSTE) REGNU(M) GUBERNANS. TALAVERA(M) CEPIT ET ARABES APUD CASTRU(M) S(AN)C(T)I STEPHANI POSTRAVIT, SUBJU / GAVITQ(UE) SIBI LISITANIA(M) ET BETICA(M) PROVINCIAS ET TERRA(M) ARABU(M) QUAE SINCILLA / DICITUR MAGNA STRAGE SUBEGIT, ANAGARU(M) CEPIT ET VICARIA(M), ET OCT / AVO REGNI SUI AN(N)O CU(M) SEX MENSIB(US) CU(M)PLETIS, ZAMORAE INFIRMITATE / P(ER)CUSUS AB HOC S(E)C(U)LO MIGRAVIT, ERA DCCCCXXXIII."

En las enjutas exteriores del lucillo están representados sendos ángeles, vestidos con túnica amplia y capa, y en los pergaminos que portan en sus manos aparecen grabados diversos pasajes del Apocalipsis.
En la parte inferior del sepulcro, y protegida por una reja, se encuentra colocada la estatua yacente que representa a Ordoño II de León. Es la parte más antigua del sepulcro, y en opinión de diversos autores la imagen fue realizada para estar de pie y no en posición yacente. El monarca aparece representado sin barba y con un rostro afilado, y portando los atributos regios. El rey va vestido con una túnica talar ceñida a su cintura y su manto, bordado en oro, está recogido bajo sus brazos. El rey porta en su mano izquierda el orbe, en la mano derecha una sortija, y su frente está ceñida por una corona real. A los pies del monarca aparece representado un perro, como símbolo de fidelidad.
La mayor parte del sepulcro de Ordoño II de León conserva su policromía original.